# Batalla d'Amiens (1870)
La Batalla d'Amiens (en francès anomenat batalla de Villers-Bretonneux) va tenir lloc el 27 de novembre de 1870 entre els exèrcit francès i prussià. És un episodi de la Guerra francoprussiana (1870-1871). El combat va acabar amb una clara victòria prussiana.
Quan els francesos van capitular a Metz el 28 d'octubre de 1870, el 1r exèrcit prussià, dirigit pel general Edwin von Manteuffel (1809-1885) va poder desplegar-se a la vall del Somme, per reforçar pel flanc nord el Setge de París.
Els francesos, dirigits pel general Jean-Joseph Farre van establir una línia de defensa contra els prussians en amont del Somme a l'est d'Amiens. Amb uns 17.500 soldats regularis i uns vuit mil auxiliaris es van trobar en una posició molt inferior als trenta mil prussians.
Sobre 1.383 soldats francesos van resultar morts i ferits, i al voltant de 1.000 van ser declarats com a desapareguts. Els alemanys van perdre 1.216 soldats i 76 oficials. Els francesos van poder retirar-se a la fortalesa d'Arras.